# Atherton (Australie)
Pour les articles homonymes, voir Atherton.
Atherton (6 247 habitants) est une ville au nord du Queensland, en Australie, à 90 km au sud-ouest de Cairns sur le plateau d'Atherton au nord de la Cordillère australienne.
La ville doit son nom à John Atherton qui fut le premier à s'installer à cet endroit.
Elle est située sur le versant d'un volcan éteint dans une ancienne région volcanique.
L'économie de la ville repose sur l'agriculture (culture de la canne à sucre, de cacahuètes, mangues, maïs, pommes de terre, avocats, noix du Queensland ; élevage de bovins pour la viande et le lait) et le tourisme.

## Histoire
Le Yidinji (aussi connue sous le nom de Yidinj, Yidiny, ou Idindji) est une langue aborigène d'Australie. 
La ville a été nommée d’après John Atherton, un berger pionnier qui s’est installé à Mareeba (alors connu comme Emerald End) en 1875. La zone était autrefois connue sous le nom de Priors Pocket ou Priors Creek. Elle a été nommée Atherton par Falconer West Hutton, l’arpenteur qui a conçu le plan de la ville le 11 mai 1885.

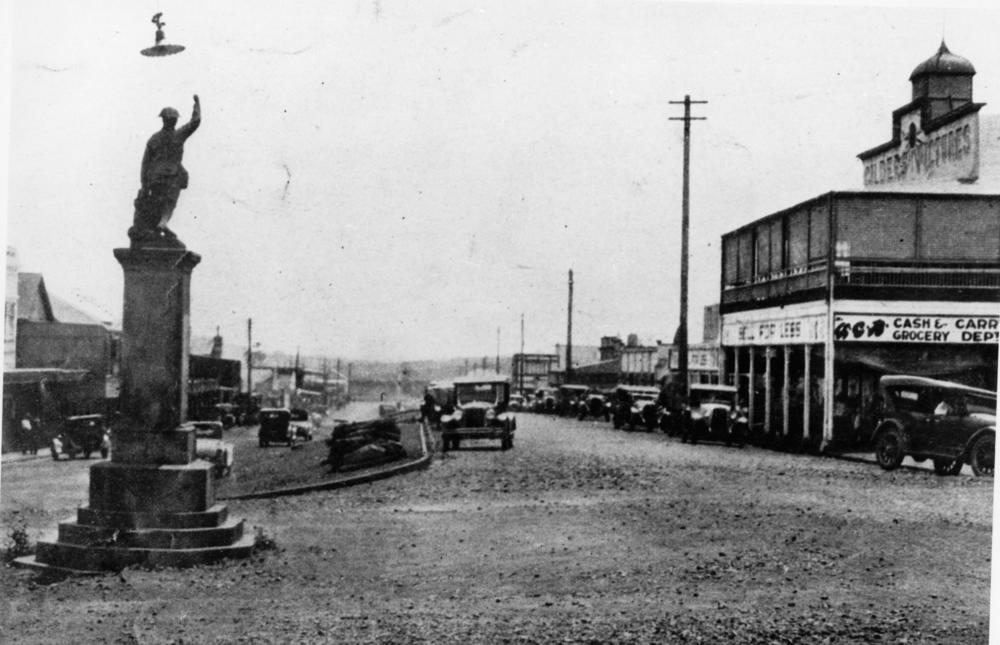
Le monument aux morts d’Atherton dans la rue principale, en 1928.